# 霞關
35°40′31″N 139°45′11″E / 35.675173°N 139.752999°E
霞關（日语：／ Kasumi ga seki */?，有時被寫作，讀法相同）是日本東京都千代田區之地名，多個日本中央行政機關的總部座落於此，為日本的行政中樞。郵遞區號為100-0013。截至2020年6月，戶籍人口共有7人，全數設籍於霞關三丁目。

## 歷史
霞關在江戶時代為大名屋敷林立之地域，如日向延岡藩內藤家（文部科學省、會計檢査院、霞關大廈周邊）、筑前福岡藩黑田家（外務省）、安藝廣島藩淺野家 （國土交通省周邊）、出羽米澤藩上杉家（法務省舊本館、法曹會館周邊）等。明治時代發生大火而燒毀，原址被外務省與海軍省使用，之後成為日本中央政府機關集中之地。
隨著時代轉變，霞關成為「日本中央官界」的代名詞，尤其多指最早在此的外務省，「霞關外交」一詞常被使用。
1968年，日本首座摩天大樓「霞關大樓」在此落成。

### 地名由來
古時日本武尊準備進攻蝦夷時，在武藏國設置關所，因遠望雲霞相隔的遠方而稱「霞關」。此地名也出現在江戶時代的地圖上。

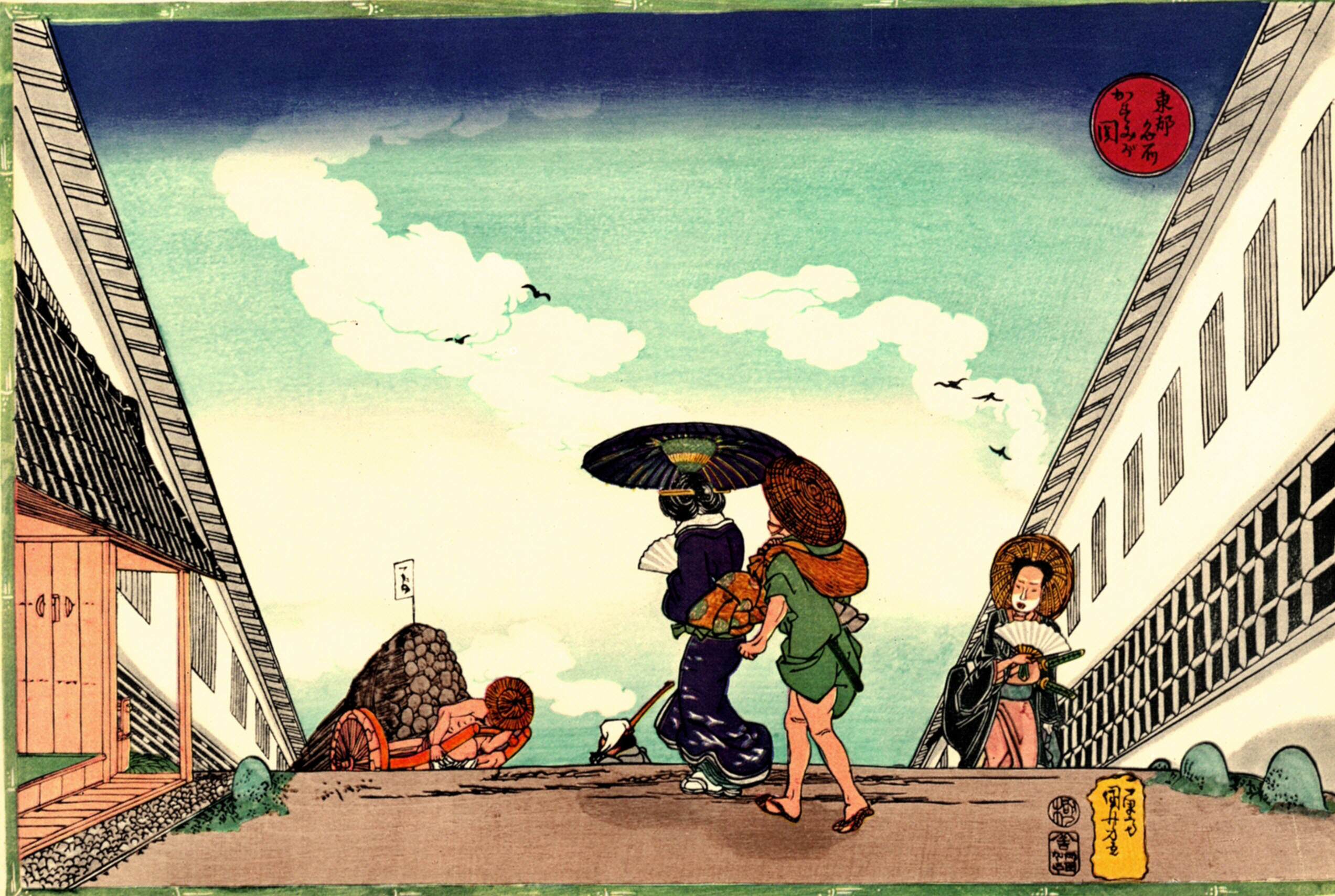
歌川國芳浮世繪

### 町名變遷
| 實施後       | 實施年月日   | 實施前（未註記表部分區域）                                         |
| ------------ | ------------ | ------------------------------------------------------------------ |
| 霞關一丁目   | 1967年4月1日 | 霞關一丁目、霞關二丁目、霞關三丁目                                 |
| 霞關二丁目   | 1967年4月1日 | 霞關一丁目、霞ケ関二丁目                                           |
| 霞關三丁目   | 1967年4月1日 | 霞關三丁目、三年町、永田町二丁目                                   |
| 永田町一丁目 | 1967年4月1日 | 永田町一丁目（大部分）、三年町、霞關一丁目、霞關二丁目、霞關三丁目 |

## 主要設施及機關

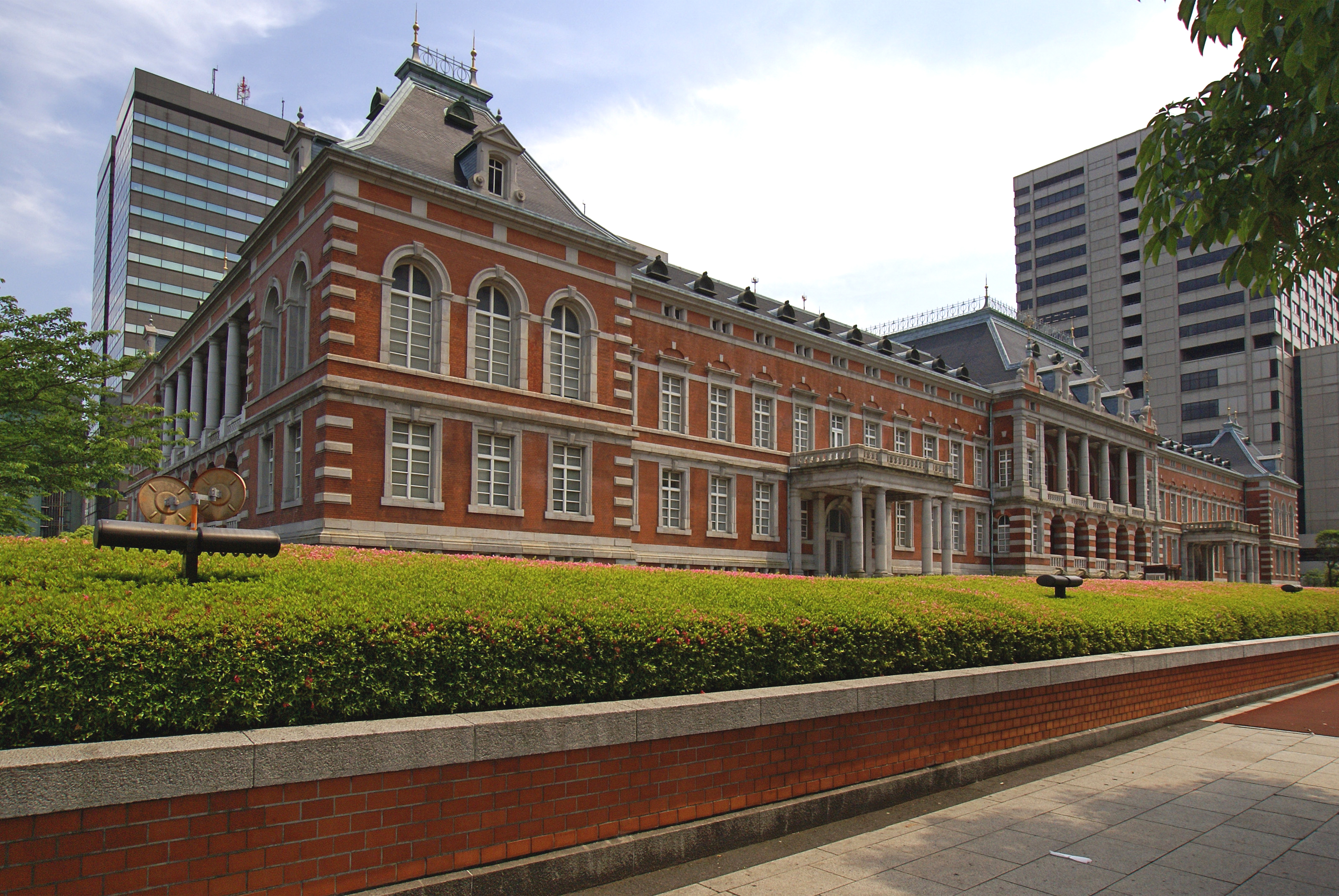
法務省舊本館

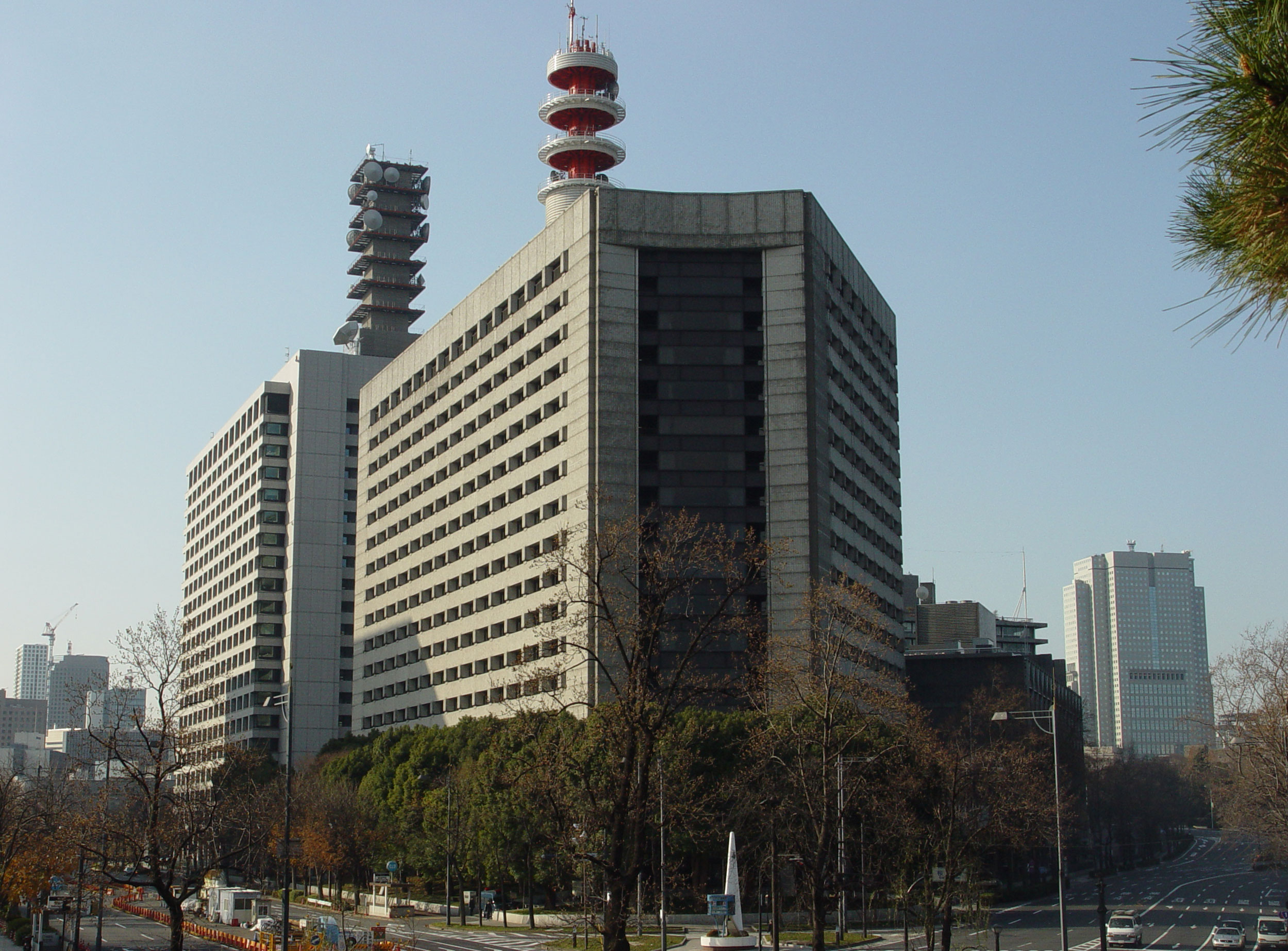
警視廳本廳舎

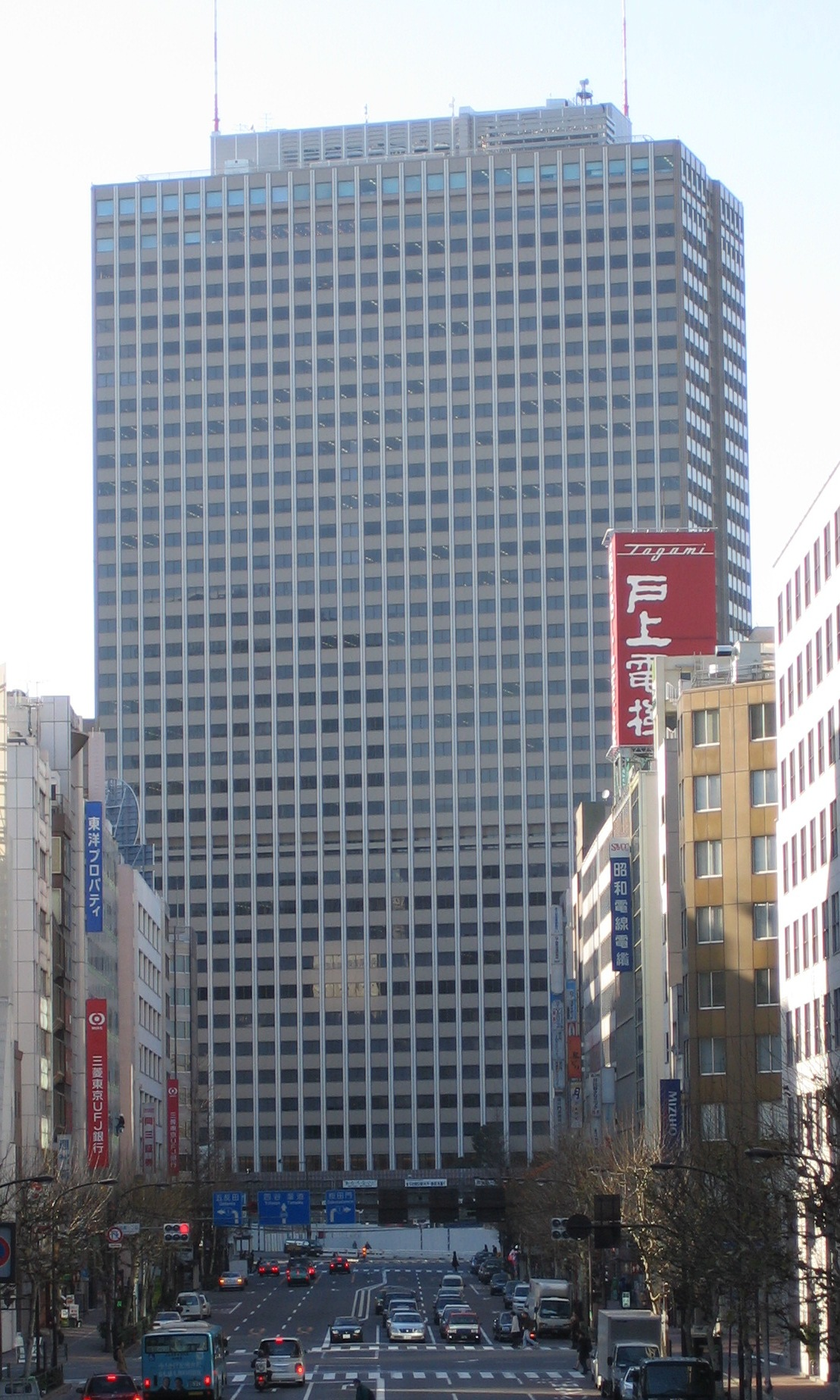
霞關大廈

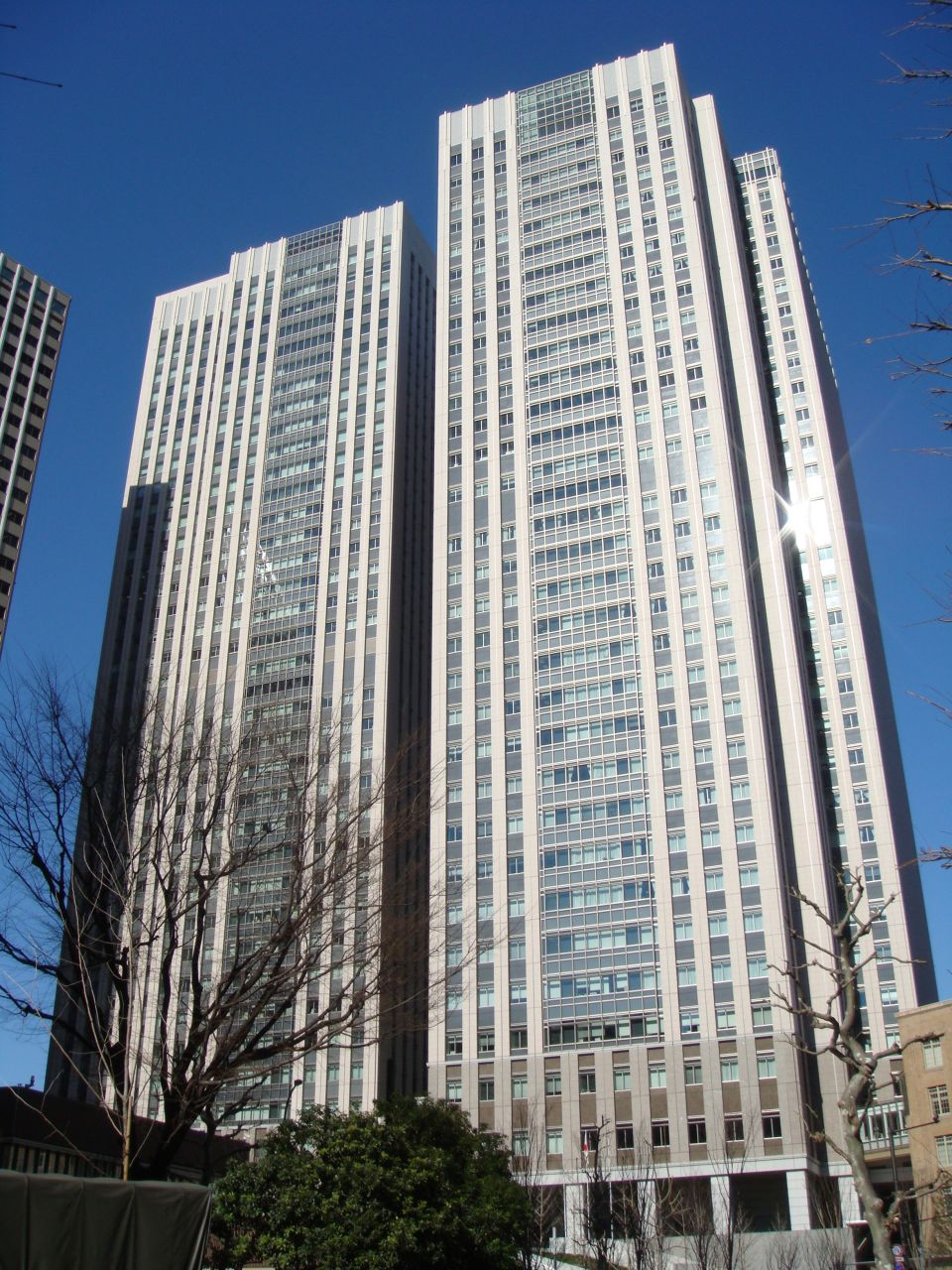
霞關Common Gate

### 霞關一丁目
- 中央合同廳舍第1號館－農林水產省、林野廳、水產廳
- 中央合同廳舍第5號館（日语：中央合同庁舎第5号館）
  - 本館－内閣府（政策統括官（防災擔當））、厚生勞動省・環境省（災害對策本部（日语：災害対策本部）（臨時））
  - 別館－人事院
- 中央合同廳舍第6號館（日语：中央合同庁舎第6号館）
  - A棟－法務省、最高檢察廳（日语：最高検察庁）、東京高等檢察廳（日语：東京高等検察庁）、東京地方檢察廳（日语：東京地方検察庁）（總務部司法修習課、交通部、特別捜査部除外）、東京區檢察廳（日语：東京区検察庁）（道路交通部除外）、公安審査委員會（日语：公安審査委員会）、公安調查廳
  - B棟－公正交易委員會、東京地方檢察廳（總務部司法修習課、交通部、特別捜査部除外）、東京區檢察廳（道路交通部除外）
  - C棟（日语：東京家庭・簡易裁判所合同庁舎）－東京家庭法院、東京簡易法院（民事部、事務部）、東京地方法院（民事第8部、民事第20部）
  - 赤煉瓦大樓（法務省舊本館）－法務總合研究所（日语：法務総合研究所）本所、國立國會圖書館法務圖書分館、法務史料展示室
- 東京高等、地方、簡易法院合同廳舍（日语：東京高等・地方・簡易裁判所合同庁舎）－東京高等法院本廳、智慧財產高等法院（日语：知的財産高等裁判所）、東京地方法院本廳（民事第8部、民事第20部、民事第21部除外）、東京簡易法院（刑事）、東京第一～第六檢察審査會（日语：検察審査会）
- 律師會館（弁護士会館）－日本律師聯合會、日本律师联合会法務研究財團（日语：日弁連法務研究財団）、關東律師會聯合會（日语：関東弁護士会連合会）、東京律師會（日语：東京弁護士会）、第一東京律師會（日语：第一東京弁護士会）、第二東京律師會（日语：第二東京弁護士会）
- 經濟產業省廳舍－經濟產業省本省、中小企業廳、資源能源廳
- 日本郵政大樓（日本郵政ビル）－日本郵政株式會社、日本郵便株式會社、株式會社郵贮銀行、株式会社簡保生命保險各社本社
- 大同生命霞關大樓（日语：大同生命霞が関ビル）

### 霞關二丁目
- 警視廳本部廳舎－警視廳本部
- 中央合同廳舍第2號館－内閣府（國會等移轉審議會事務局）、總務省、消防廳、國家公安委員會、警察廳、運輸安全委員會、海難審判所（日语：海難審判所）
- 中央合同廳舍第3號館－國土交通省、海上保安廳、觀光廳
- 外務省廳舍－外務省

### 霞關三丁目
- 財務省廳舍－財務省本省、國稅廳
- 中央合同廳舍第4號館－内閣府（大臣官房部分机构、沖繩振興局、經濟社會總合研究所（日语：経済社会総合研究所）、行政刷新會議事務局、北方對策本部、國際和平協力本部事務局等）、內閣法制局、總務省（公害等調整委員會）
- 霞關Common Gate（日语：霞が関コモンゲート）
  - 中央合同廳舍第7號館（日语：中央合同庁舎第7号館）東館－文部科學省、會計檢查院
  - 中央合同廳舍第7號館西館－金融廳
  - 舊文部省廳舍－文化廳
  - 別館
- 霞關大廈
- 特許廳綜合廳舍（日语：特許庁総合庁舎）－特許廳、獨立行政法人工業所有權情報、研修館（日语：工業所有権情報・研修館）
- 損保日本興亞霞關大樓 - 原日本興亞損害保險（日语：日本興亜損害保険）本社
- 新霞關大廈－東日本高速道路本社

## 周邊交通

### 鐵道
- 霞關站（東京地下鐵　丸之内線　日比谷線　千代田線）
- 櫻田門站（東京地下鐵　有樂町線）
- 虎之門站（東京地下鐵　銀座線） - 設有出入口。車站所在地為港區虎之門。

### 巴士
- 霞關三丁目停留所（都營巴士都01系統・RH01系統・深夜01系統）
- 霞關停留所（都營巴士橋63系統）
- 經濟產業省前停留所（都營巴士橋63系統、東急巴士/都營巴士東98系統東京站丸之内南口方向） - 東98系統等等力操車所前方向設於内幸町。
- 霞關停留所（JR巴士關東） - 都営營巴士經濟產業省停留所同樣位置。東京站方向僅供下車。

### 高速道路
- 霞關出入口（首都高速道路都心環狀線）

## 備註
1. ↑  . 千代田区役所. 2020-06-05  [2020-06-05]. （原始内容存档于2021-02-14）.
2. ↑  千代田区役所.  (網頁). 2020-06-05  [2020-06-05]. （原始内容存档于2021-02-14） （日语）.
3. ↑  .   [2013-08-02]. （原始内容存档于2021-03-24）.

## 外部連結
- 千代田区 （页面存档备份，存于）
- 國土交通省・霞關建築物 （页面存档备份，存于）